# Liste des maires de Ham

## Liste des maires
| Période                                  | Période                       | Identité                                 | Étiquette                | Qualité |
| ---------------------------------------- | ----------------------------- | ---------------------------------------- | ------------------------ | --- |
| 1589                                     | 1591                          | Antoine Bouzier                          |                          | Maïeur |
| 1592                                     | 1592                          | Grégoire Cordelle                        |                          | |
| 1593                                     | -                             | Jacques Parent                           |                          | |
| 1621                                     | 1622                          | Pierre Précelle                          |                          | |
| 1623                                     | 1624                          | Mathieu Bidault                          |                          | Notaire |
| 1625                                     | 1628                          | Mathieu Précelle                         |                          | |
| 1629                                     | 1633                          | Louis Philippe                           |                          | |
| 1634                                     | 1638                          | Mathieu Précelle                         |                          | |
| 1639                                     | 1643                          | Charles Decroix                          |                          | |
| 1644                                     | 1644                          | Charles Philippe                         |                          | |
| 1645                                     | 1647                          | Charles Decroix                          |                          | |
| 1647                                     | 1648                          | Charles Philippe                         |                          | |
| 1650                                     | 1652                          | Charles Decroix                          |                          | |
| 1653                                     | 1654                          | Claude De Grain                          |                          | |
| 1654                                     | 1656                          | Antoine Lefebvre                         |                          | |
| 1656                                     | 1658                          | Claude De Grain                          |                          | |
| 1659                                     | 1662                          | Antoine Lefebvre                         |                          | |
| 1665                                     | -                             | Laurent Lefebvre                         |                          | |
| 1679                                     | 1683                          | Arthus Decroix                           |                          | |
| 1684                                     | 1685                          | Barthélémy Waubert                       |                          | |
| 1685                                     | 1687                          | Arthus Decroix                           |                          | |
| 1688                                     | -                             | Barthélémy Waubert                       |                          | |
| -                                        | -                             | Jean Genthihomme                         |                          | |
| 1689                                     | 1690                          | Alexandre Lefebvre                       |                          | |
| 1691                                     | 1694                          | Mathieu De Hem                           |                          | Notaire |
| 1695                                     | 1706                          | Jean Cauvry                              |                          | Notaire |
| 1706                                     | 1708                          | Louis De Hem                             |                          | |
| 1708                                     | 1716                          | René Bernard Cauvry                      |                          | Notaire |
| 1717                                     | 1718                          | Pierre Tupigny                           |                          | Notaire |
| 1719                                     | 1720                          | Louis Augustin Tupigny                   |                          | Notaire |
| 1721                                     | 1722                          | Claude Alexandre                         |                          | Chirurgien |
| 1722                                     | 1723                          | Gamahiel De Hem                          |                          | Notaire |
| 1726                                     | 1727                          | Pierre Tupigny                           |                          | |
| 1728                                     | 1732                          | Gamahiel De Hem                          |                          | |
| 1733                                     |                               | Charles Crespeau                         |                          | Marchand |
| 1738                                     | 1747                          | François Clément                         |                          | Entrepreneur des travaux du roi                                                                                       |
| 1748                                     | 1761                          | François Lemercier                       |                          | Marchand de draps |
| 1762                                     | 1764                          | Claude François Tupigny                  |                          | Notaire |
| 1765                                     |                               | Anne Modeste Comte de Lignières          |                          | Nommé maire par le roi                                                                                                |
| 1768                                     | 1771                          | Alexandre Philippe De Rossinette         |                          | Écuyer |
| 1771                                     | 1772                          | d'Autrèche                               |                          | Chevalier de Saint Louis                                                                                              |
| 1773                                     | 1776                          | Claude Vinchon                           |                          | Seigneur de Douchy |
| 1776                                     | 1783                          | Florent Sébastien Foy                    |                          | Marchand |
| 1783                                     | 1789                          | Nicolas Tharaise Tupigny                 |                          | |
| 1789                                     | 1789                          | Isidore Quin                             |                          | Marchand de draps |
| 1789                                     | 1790                          | Eustache Benoît Asselin                  |                          | Avocat au bailliage de Ham ; député à la Convention (1792-1795)                                                       |
| 1790                                     | 1792                          | Jean de La Croix de Lusson               |                          | Ancien capitaine au régiment de Flandre ; ancien prisonnier au fort de Ham (1785-1787)                                |
| 1792                                     |                               | Joachim Prosper Foy                      |                          | Maire puis président de l'administration du canton de Ham ; ancien chanoine génovéfain de l'abbaye de Ham             |
| An IV                                    | 1808                          | Fourquin                                 |                          | Ancien chanoine génovéfain de l'abbaye de Ham                                                                         |
|                                          |                               |                                          |                          | |
| 7 février 1808                           | 31 août 1830                  | Joseph Armand de Maquerel de Pleineselve |                          | Officier dans le régiment du Maine                                                                                    |
| 1830                                     |                               | Honoré Fabien Foy                        |                          | Négociant |
| 1830                                     |                               | Jean Louis Joseph Acar                   |                          | Pharmacien de Napoléon III                                                                                            |
| 1833                                     | 1848                          | Charles Antoine Nicolas Allart           |                          | Notaire |
| 1848                                     | 1848                          | Jean Louis Joseph Acar                   |                          | Maire par intérim |
| 1848                                     | 1862                          | Charles Antoine Nicolas Allart           |                          | Notaire |
| 1877?                                    |                               | Morel                                    |                          | |
| 1888?                                    |                               | Achille Bernot                           | républicain opportuniste | industriel sucrier, député puis sénateur, Président du Conseil général de la Somme                                    |
|                                          | 1903?                         | docteur Dodeuil                          |                          | médecin |
| 1905                                     | 1912                          | Eugène Mahot                             |                          | constructeur-mécanicien de machines agricoles, conseiller général du canton de Ham                                    |
| 1908?                                    |                               | Charles Gronier                          |                          | |
| 1945                                     | 1965                          | Gaston Lejeune                           | SFIO                     | Commerçant |
| 1965                                     | 1970                          | Émile Luciani                            | UDR                      | Représentant de commerce ; député (1958-1973), conseiller général du canton de Ham                                    |
| 1970                                     | 1971                          | André Delattre                           | Divers droite            | Artisan commerçant |
| mars 1971                                | mars 1977                     | Michel Rigaux                            | PS                       | Médecin |
| mars 1977                                | mars 1989                     | Jean Goubet                              | PCF                      | Professeur d'anglais ; conseiller général (1970-1982)                                                                 |
| mars 1989                                | mars 2014                     | Marc Bonef                               | UMP                      | Médecin |
| mars 2014                                | mai 2020                      | Grégory Labille                          | UDI → LR                 | Enseignant Conseiller général de Ham (2008 → 2015) Député suppléant de Stéphane Demilly (2012 → 2020) Député (2020 →) |
| mai 2020                                 | En cours (au 13 octobre 2020) | Éric Legrand                             | DVG                      | Chef d'entreprise Maire de Bray-Saint-Christophe (1983 → 2014) Président de la CC du Pays Hamois (2014 → 2016)        |
| Les données manquantes sont à compléter. |                               |                                          |                          | |

## Pour approfondir